# シャ乱Qハタチのベスト・アルバムDVDつき
『シャ乱Qハタチのベスト・アルバムDVDつき』（シャらんキューはたちのベスト・アルバム ディーブイディーつき）は、シャ乱Qの4枚目のベスト・アルバム。

## 内容
20周年を記念した約7年8か月ぶりのベスト・アルバム。楽曲はすべてリマスタリングしてある。選曲・監修・コメントをメンバー全員で行った。DVDには、デビューのきっかけとなったNHK「BSヤングバトル '91」でのパフォーマンスや大阪凱旋ライブのダイジェストなどが収録されている。デビューシングル「18ヶ月」のプロモーションビデオを除いて初収録である。

## 収録曲

### CD
1. 上・京・物・語
作詞：まこと　作曲：はたけ　編曲：鳥山雄司・シャ乱Q
2. 出会い
作詞・作曲：つんく　編曲：鳥山雄司・シャ乱Q
3. 恋をするだけ無駄なんて
作詞：つんく・まこと　作曲：はたけ　編曲：鳥山雄司・シャ乱Q
4. シングルベッド
作詞：つんく　作曲：はたけ　編曲：鳥山雄司・シャ乱Q
5. 女友達
作詞：つんく　作曲：はたけ　編曲：矢代恒彦・シャ乱Q
6. ズルい女
作詞・作曲：つんく　編曲：シャ乱Q
7. 空を見なよ
作詞：まこと　作曲：はたけ　編曲：シャ乱Q
8. My Babe 君が眠るまで
作詞・作曲：つんく　編曲：シャ乱Q
9. さんざん言ってんだぜ
作詞：つんく　作曲：しゅう　編曲：シャ乱Q
10. いいわけ
作詞・作曲：つんく　編曲：シャ乱Q
11. こんなにあなたを愛しているのに
作詞：まこと　作曲：はたけ　編曲：シャ乱Q
12. 涙の影
作詞：つんく　作曲：はたけ　編曲：シャ乱Q（ストリングスアレンジ：前嶋康明）
13. 大阪エレジー
作詞：つんく　作曲：はたけ　編曲：シャ乱Q
14. 泣かないで
作詞・作曲：つんく　編曲：シャ乱Q
15. パワーソング
作詞・作曲：つんく　編曲：シャ乱Q
16. 君の香りがする雨
作詞：まこと　作曲：はたけ　編曲：シャ乱Q

### DVD
1. ラーメン大好き小池さんの唄（'91 BSヤングバトル 近畿ブロック大会）
作詞：つんく　作曲：シャ乱Q
2. 18ヶ月（PV）
作詞：つんく　作曲：つんく・はたけ　編曲：白井良明
3. 「ヤンタン30 祝 大阪ドーム完成 シャ乱Q凱旋コンサート」（ダイジェスト）
  1. いいわけ
  2. NICE BOY!
作詞・作曲：つんく
  3. 上・京・物・語
  4. お嬢様
作詞：つんく　作曲：羽田一郎
  5. シングルベッド
  6. ズルい女
  7. パララ
作詞：つんく　作曲：つんく・はたけ
  8. 大阪エレジー
4. 歩いてる（PV、原曲：モーニング娘。）
作詞・作曲：つんく　編曲：月光恵亮・MOTO G3